# Ángela Pumariega
Ángela Pumariega Menéndez (Gijón, 12 de novembro de 1984) é uma velejadora espanhola, campeã olímpica. 

## Carreira
Ángela Pumariega é campeã olímpica nos jogos de Londres 2012, com a medalha de ouro na classe Elliott 6m.